# Langrisser I
Langrisser I (ラングリッサーI) là tên gọi chung của các phiên bản phần đầu game chiến thuật đầu tiên trong series của hãng Masaya. Phần đầu được phát hành lần đầu tiên trên máy Mega Drive vào ngày 26 tháng 04, năm 1991. Sau đó nó được remake lại với cái tên Langrisser Hikari no matsue (hậu duệ ánh sáng) trên PC Engine. Ngày 31 tháng 07 năm 1997, phần đầu được đưa chung vào một đĩa CD Langrisser I&II trên PlayStation, cùng với Langrisser II.
Tại Nhật Bản, series game này được xếp vào mục Simulation RPG.

## Khái yếu
Langrisser I là phần đầu tiên trong series, dù nội dung của nó không phải là điểm bắt đầu cho toàn bộ câu chuyện trong series này. Langrisser giới thiệu người chơi đến với thế giới của Langrisser bằng truyền thuyết về một thanh kiếm có sức mạnh vô song, ban cho người sở hữu nó khả năng vô hạn. Những kẻ tham lam luôn tìm cách chiếm đoạt thanh kiếm Langrisser này và đã xảy ra không biết bao cuộc chiến xoay quanh thanh kiếm này.
Nhưng chỉ có những người được gọi là "hậu duệ ánh sáng" (hikari no matsuei) mới có khả năng sử dụng thanh kiếm này. Langrisser được vương gia Baldia, dòng dõi của người anh hùng cổ xưa trong truyền thuyết bảo vệ nên cả đại lục được bình an trong một thời gian dài. Nhưng rồi một ngày nọ, Hoàng đế Digos kéo đại binh đế quốc Darsis sang tấn công vương quốc Baldia. Mục tiêu thì ai cũng rõ, Digos muốn chiếm đoạt Langrisser.
Vương tử Ledin buộc phải trốn chạy khỏi lâu đài Baldia cùng một số tùy tùng...
So với các phiên bản còn lại trong series thì Langrisser I đơn giản hơn rất nhiều ở mặt nội dung và gameplay. Game không cho phép người chơi chọn lựa con đường đi riêng của mình mà toàn bộ quá trình chơi chỉ kể lại câu chuyện dưới một góc nhìn cố định của vương tử Ledin mà thôi.
Langrisser I còn có một phiên bản trên PC được dịch hoàn toàn sang tiếng Anh với cái tên War Song. Tuy nhiên tên nhân vật trong War Song được đổi hoàn toàn khác so với bản tiếng Nhật trên console.

## Cách chơi
Langrisser I có gameplay đặc trưng của series game này. Cụ thể xin xem thêm bài Langrisser.

## Các nhân vật chủ yếu trong Langrisser I
(Diễn viên lồng tiếng theo thứ tự cho các phiên bản PC Engine và PS)

### Vương quốc Baldia
Ledin (レディン, lồng tiếng： Horikawa Ryou)
Vương tử vương quốc Baldia, tài năng kiếm thuật siêu quần, là người mong muốn hòa bình hơn ai hết. Vì đất nước bị đế quốc Darsis tấn công nên Ledin phải bỏ thành trốn đến chỗ một người bạn của phụ vương và là người còn sống sót duy nhất của vương gia Baldia.
Criss (クリス, lồng tiếng： Hiramatsu Akiko/Minaguchi Yuko)
Một thiếu nữ trên đường hành hương được Ledin cứu giúp và sau này hợp tác với Ledin.
Narm (ナーム, lồng tiếng： Shimazu Saeko/Touma Yumi)
Trung đội trưởng đội cận vệ binh vương quốc Baldia. Narm được quốc vương Baldia tín nhiệm và mang trọng trách bảo vệ vương tử Ledin trốn thoát khi đại quân Darsis tấn công. Ở kết thúc tốt đẹp, Narm cùng Lance xây dựng vương quốc Kalzath.
Jessica (ジェシカ, lồng tiếng： Satou Ai/Hisakawa Aya)
Thao khảo ở bài Der Langrisser.
Tila (テイラー, lồng tiếng： Horiuchi Kenyu/Ishikawa Eiji)
Vốn là một hải tặc, thời trẻ đã từng giao đấu với quốc vương Baldia, cảm mến tài đức mà gia nhập vào quân đội vương gia.
Albert (アルバー, lồng tiếng： Inaba Minoru/Asou Tomohisa)
Đội trưởng đội cảnh vệ ở biên cảnh vương quốc Baldia. Lúc Darsis tấn công, Albert còn đang trấn thủ thành nhưng khi Ledin xuất hiện thì cùng hợp lưu với cánh quân này.
Volcof (ヴォルコフ, lồng tiếng：Ginga Banjou/Ogawa Shinji)
Lão kỵ sĩ vương quốc Baldia có nhiệm vụ hướng dẫn cho Ledin, nhưng sau chết vì trúng tên độc.
Horking (ホーキング, lồng tiếng：Tahara Aruno)
Lãnh chúa Salrath, bạn cũ của quốc vương Ilzack, sau hợp lực với Ledin để giành lại Langrisser đã rơi vào tay Digos.
Thon (ソーン, lồng tiếngkhông/Eigawa Hisao)
Đội trưởng đội cảnh bị Salrath, hết mực trung thành với chủ. Vâng mệnh Horking đến giúp đỡ Ledin.
Ilzack (イルザック, lồng tiếng：Ooki Tamio)
Quốc vương Baldia, người biết rõ bí mật của Langrisser nên để cho Ledin chạy thoát còn bản thân thì ở lại tử thủ thành. Ilzack được mô tả là một minh quân trong game, nhưng nhiều người chơi nhận định rằng đây là một "người tốt nhưng phạm sai lầm về mặt quốc phòng khiến đất nước và muôn dân nguy hại, không còn tư cách là người đứng đầu một đất nước".

### Vương quốc Darsis
Digos (ディゴス, lồng tiếng： Asou Tomohisa)
Hoàng đế của đế quốc Darsis, là kẻ gây ra cuộc chiến với Baldia nhằm đoạt lấy thánh kiếm Langrisser, thống trị cả đại lục. Digos được các thuộc hạ của mình mến mộ nhưng chẳng qua cũng chỉ là con rối trong tay Bozel.
Lance (ランス. lồng tiếng：Inoue Kazuhiko)
Đội trưởng đội kỵ sĩ cận vệ của đế quốc Darsis. Vì mặc áo giáp đen toàn thân nên Lance được gọi là hắc kỵ sĩ, được thuộc hạ mến mộ vì tính khí khái, trọng tinh thần kỵ sĩ đạo. Khi ma tộc ở Velzeria tấn công, Lance đã hợp tác với Ledin và một mình đánh nhau với đông đảo ma tộc. Sau, Lance kết duyên với Narm, cùng xây dựng vương quốc Kalzath.